# 锦屏街道 (平凉市)
锦屏街道，是中华人民共和国甘肃省平凉市崇信县下辖的一个乡镇级行政单位。

## 行政区划
锦屏街道下辖以下地区：西街居委会、东街居委会、滨河路居委会。